# Claire Andrieu

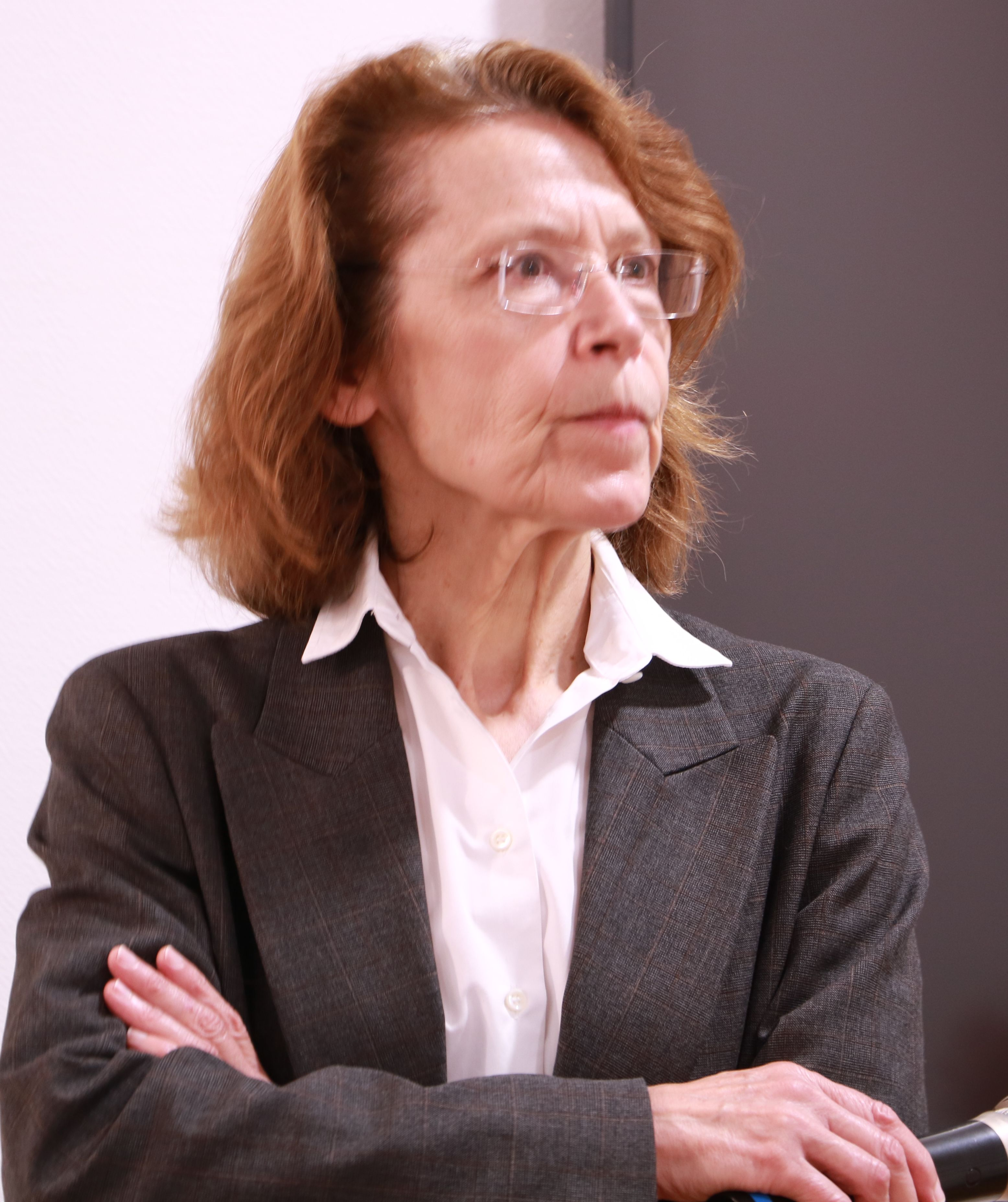
Claire Andrieu

Claire Andrieu, geb. Postel-Vinay (* 17. Juni 1952) ist eine französische Historikerin und Expertin für die politische französische Zeitgeschichte, insbesondere den Zweiten Weltkrieg und die Résistance. Sie ist emeritierte Professorin am Institut d’études politiques de Paris („Sciences Po“) und Mitglied des Centre d’histoire de Sciences Po.

## Leben

### Jugend und Ausbildung
Claire Andrieu ist die Tochter der Résistance-Kämpfer André Postel-Vinay und Anise Postel-Vinay und hat zwei Brüder, Olivier und Daniel Postel-Vinay. Sie studierte Geschichte und schrieb unter der Betreuung von René Rémond eine Dissertation unter dem Titel L’État et les banques commerciales, 1867-1944, die sie 1988 verteidigte.

### Karriere
Andrieu war von 1993 bis 2004 Dozentin (maître de conférences) an der Université Paris-1 Panthéon-Sorbonne. 2004 erhielt sie die Ernennung zur Professorin am Institut d’études politiques de Paris. Inzwischen ist sie emeritiert. Anfang der 2000er-Jahre opponierte sie gegen die Reformen des Science-Po-Leiters Richard Descoings, der die Zweige Wirtschaft, Recht und Internationale Beziehungen auf Kosten des Geschichtszweigs der Hochschule ausbauen wollte.
Bereits im Jahr 2000 wurde sie im Rang eines Chevalier (Ritter) in die französische Ehrenlegion aufgenommen. Sie ist Mitglied des Comité d’histoire de la ville de Paris. 2018 wurde sie in der Ehrenlegion in den Rang eines Officier erhoben.

## Publikationen (Auswahl)
- Le Programme commun de la Résistance. Des idées dans la guerre, L’Érudit, 1984.
- avec Antoine Prost et Lucette Levan (dir.), Les nationalisations de la Libération : de l’utopie au compromis, Presses de Sciences Po, Paris, 1987, 392 S. (ISBN 2-7246-0541-1).
- La banque sous l’Occupation. Paradoxes de l’histoire d’une profession, 1936–1946 (ISBN 978-2-7246-0587-7)
- gemeinsam mit Cécile Omnès u. a., La spoliation financière, Mission d’étude sur la spoliation des Juifs de France, Paris, La Documentation Française, 2000.
- unter Beteiligung von Serge Klarsfeld und Annette Wieviorka und unter Mitarbeit von Olivier Cariguel und Cécilia Kapitz, La persécution des Juifs de France (1940–1944) et le rétablissement de la légalité républicaine. Recueil des textes officiels, 1940–1999, Mission d’étude sur la spoliation des juifs de France, La Documentation Française, 2000, mit CD-Rom.
- gemeinsam mit Gilles Le Béguec und Danielle Tartakowsky (Hrsg.), La loi de 1901 à l’épreuve du siècle, Paris, Publications de la Sorbonne, 2001.
- Pour l’amour de la République. Le Club Jean Moulin, 1958–1970, Paris, Fayard, 2002.
- gemeinsam mit Marie-Claire Lavabre und Danielle Tartakowsky, (Hrsg.), Politiques du passé : les usages politiques du passé dans la France contemporaine, Publications de l’université de Provence, 2006.
- mit Philippe Braud und Guillaume Piketty (Hrsg.), Dictionnaire De Gaulle, Éditions Robert Laffont, Reihe « Bouquins » ISSN 0244-5913, Paris, 2006, 1276 S. (ISBN 2-221-10280-0).
- gemeinsam mit Constantin Goschler und Philipp Ther (Hrsg.), Spoliations et restitutions des biens juifs, Europe, XXe siècle, Autrement, 2007.
- gemeinsam mit Jacques Semelin und Sarah Gensburger (Hrsg.), La résistance aux génocides. De la pluralité des actes de sauvetage, Presses de Sciences Po, 2008.
- gemeinsam mit Christine Bard (Hrsg.), « Femmes, Résistance et déportation », dossier d’Histoire@Politique, no 5, juillet 2008.
- mit Michel Margairaz (Hrsg.), « Nouveaux regards sur la France dans la Deuxième Guerre mondiale » dossier d’Histoire@Politique, no 9, octobre 2009.
- Tombés du ciel. Le sort des pilotes abattus en Europe, 1939–1945, Tallandier / Ministère des Armées, 2021.

## Auszeichnungen
- 1990: Chevalier des Ordre national du Mérite
- 2000: Chevalier der Ehrenlegion
- 2003: Prix François Millepierres (Silbermedaille) für Pour l’amour de la République. Le club Jean Moulin.
- 2018: Officier de la Légion d’honneur[5].